# Регина (име)
Регина је женско име које се користи у многим земљама као што су скандинавске земље, Италија, Пољска, али пре свега у Енглеској и Немачкој (са енглеског се правилно транскрибује као Реџајна). Потиче од латинске речи „reina“, што значи „краљица“. Исто значење има и на хебрејском, италијанском и шпанском.

## Историјат
Према једном тумачењу, у хришћанском свету име постоји од давнина; у 2. веку то је име светице. Према истом тумачењу, ово име постаје популарно у Енглеској у средњем веку и давало се у част девици Марији, да би поново постало актуелно у 19. веку. Према другом извору, ово име се појављује у викторијанско доба, вероватно зато што је краљица Викторија била позната као Викторија Регина.

## Имендан
Имендани се славе у неколико земаља, најчешће 7. септембра:
| држава    | датум(и)                             |
| --------- | ------------------------------------ |
| Чешка     | 7. септембар                         |
| Мађарска  | 7. септембар                         |
| Летонија  | 7. септембар                         |
| Литванија | 7. септембар                         |
| Шведска   | 7. септембар                         |
| Словачка  | 5. септембар                         |
| Пољска    | 17. март, 7. септембар, 21. новембар |

## Популарност
Ово име је увек било међу првих седамсто у периоду од 1990. до 2007. у САД. У Каталонији је од 1996. до 2002. било међу првих триста, али је наредне било на 438. месту. У Мађарској је од 2004. до 2007. било међу првих 50, а у Шведској је 1998. до 2002. увек било међу првих 350. У јужној Аустралији је 1998. и 1999. било међу првих осамсто, а 2005. међу првих шестсто.

## Занимљивост
У САД постоје два насељена места која носе ово име: у Кентакију и у Новом Мексику, а у Канади такође постоји једно место, које је добило тај назив у част краљице Викторије.